# Paul Alo-Emile
Paul Alo-Emile (Henderson, 22 dicembre 1991) è un rugbista a 15 neozelandese, internazionale per Samoa, che gioca nel ruolo di pilone nello Stade français in Top 14.

## Biografia
Nato in Nuova Zelanda da una famiglia con origini samoane, Alo-Emile si trasferì in giovane età a Brisbane in Australia. La sua formazione rugbistica avvenne nei club cittadini e terminò nella locale accademia della franchigia dei Reds. Dopo aver giocato nel 2011 il campionato provinciale del Queensland con il Sunnybank Rugby, fu ingaggiato da Western Force per disputare il Super Rugby 2011, ma non scese mai in campo. La stagione successiva passò, dunque, ai Rebels, dove rimase quattro anni. Durante questo periodo disputò anche l'ITM Cup 2013 con Waikato e il National Rugby Championship nella sua stagione inaugurale del 2014 con i Melbourne Rising. Nel autunno 2014 firmò un contratto triennale con lo Stade français a partire dalla stagione 2015-2016; con il club parigino si aggiudicò l'European Rugby Challenge Cup 2016-2017.
A livello internazionale, Alo-Emile disputò le edizioni 2010 e 2011 del mondiale giovanile con la nazionale under-20 australiana. Nel giugno 2017 accettò la convocazione di Samoa in occasione dell'incontro amichevole contro la Nuova Zelanda. Una settimana dopo partì per la prima volta come titolare nella partita con il Galles. Tra il 2017 ed il 2018, prese parte a due edizioni della World Rugby Pacific Nations Cup e disputò alcuni test-match, ma soprattutto contribuì alla qualificazione di Samoa al mondiale giocando la doppia sfida di qualificazione contro la Germania. Dopo essere sceso in campo nella Pacific Nations Cup 2019 in preparazione alla competizione iridata, a inizio settembre fu annunciata la sua presenza nella rappresentativa samoana per la Coppa del Mondo di rugby 2019. Durante il mondiale giocò tutte le partite disputate da Samoa che concluse il torneo uscendo nella fase a gironi.

## Palmarès
- Challenge Cup: 1
Stade Français: 2016-17